# Jozabed
Jozabed Sánchez Ruiz (Mairena del Alcor, 8 maart 1991) is een Spaans voetballer die doorgaans als centrale middenvelder speelt.

## Clubcarrière
Jozabed kwam uit voor het C-elftal en het B-elftal van Sevilla. Begin 2013 trok hij naar Ponferradina, waarvoor hij drie competitieduels speelde. In juli 2013 tekende de middenvelder bij Real Jaén. Reeds na één jaar verliet hij Real Jaén en tekende hij een driejarig contract bij Rayo Vallecano. Op 4 oktober 2015 maakte Jozabed zijn debuut in de Primera División, tegen FC Barcelona. Op 16 december 2014 maakte hij zijn eerste doelpunt voor de club in de Copa del Rey tegen Valencia CF. Op 4 januari 2015 maakte hij zijn eerste doelpunt in de Primera División tegen Getafe CF. 2015 werd het jaar van zijn doorbraak, in de eerste helft van het seizoen 2015/16 volgden nog treffers tegen FC Barcelona (in Camp Nou), Getafe CF, Villarreal CF en Real Madrid (in het Estadio Santiago Bernabéu).